# Леденёв, Михаил Николаевич
Михаи́л Никола́евич Леденёв (род. 13 декабря 1962) — российский дипломат. Чрезвычайный и полномочный посол (2024).

## Биография
Окончил Московский государственный институт международных отношений МИД СССР (МГИМО) (1985). Владеет английским, испанским и португальским языками. На дипломатической работе с 1985 года.
В 2006—2011 годах— советник-посланник Посольства России в Португалии.
В 2011—2013 годах — помощник министра иностранных дел России.
В 2013—2015 годах — заместитель директора Генерального секретариата (Департамента) МИД России.
В 2015—2020 годах — генеральный консул России в Карловых Варах (Чехия).
С 10 декабря 2020 по 15 августа 2024 года — чрезвычайный и полномочный посол Российской Федерации в Боливии.
С 15 августа 2024 года — чрезвычайный и полномочный посол Российской Федерации в Никарагуа.
С 9 сентября 2024 года — чрезвычайный и полномочный посол Российской Федерации в Сальвадоре по совместительству.
С 26 сентября 2024 года — чрезвычайный и полномочный посол Российской Федерации в Гондурасе по совместительству.

## Дипломатический ранг
- Чрезвычайный и полномочный посланник 2 класса (6 февраля 2009)[6].
- Чрезвычайный и полномочный посланник 1 класса (28 декабря 2021)[7].
- Чрезвычайный и полномочный посол (13 июня 2024)[8].